# Прогулки с динозаврами (аниматронное шоу)

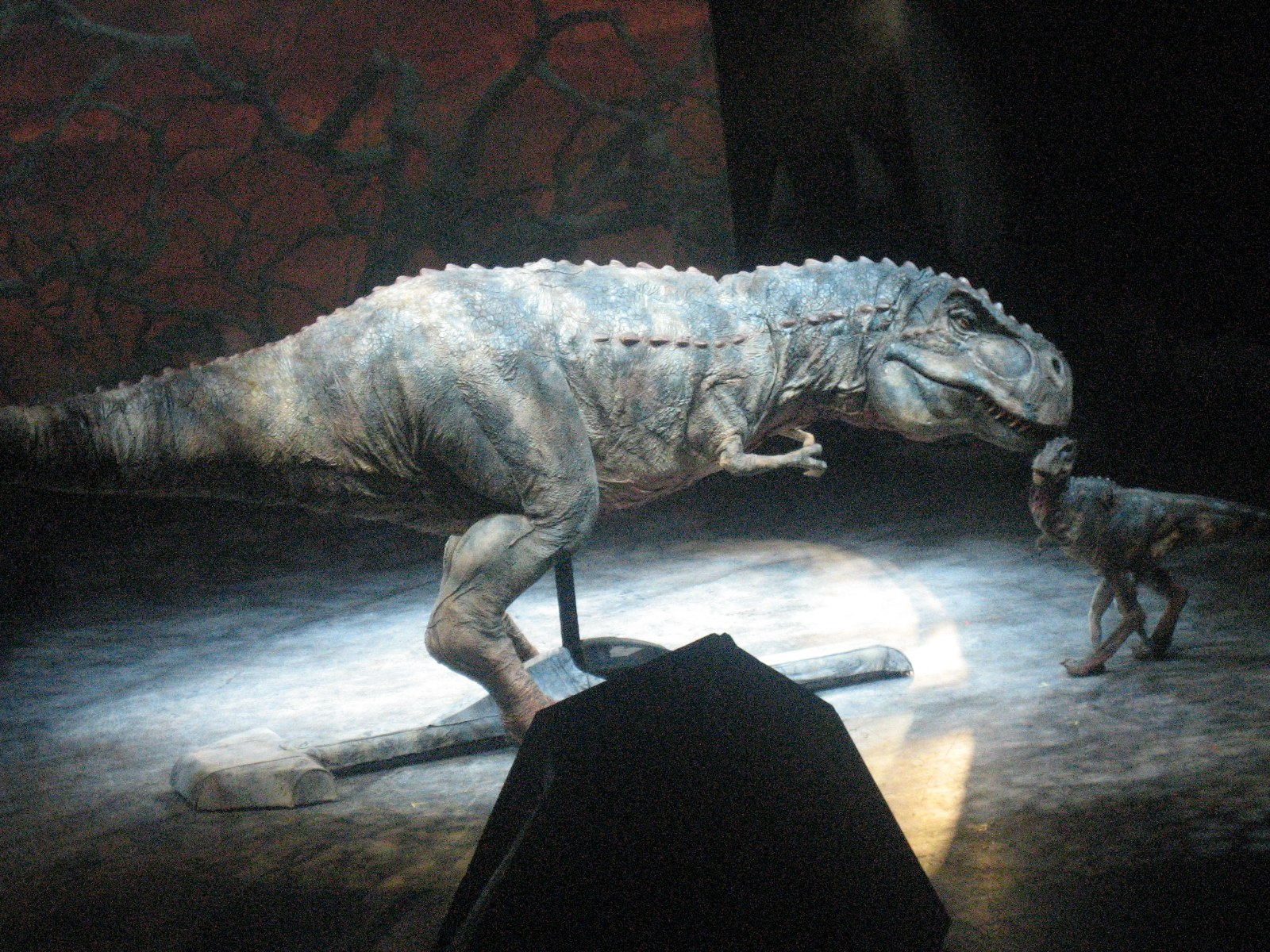
Фрагмент шоу 2009 года

«Прогулки с динозаврами» (англ. Walking with Dinosaurs – The Arena Spectacular) — австралийское аниматронное шоу по мотивам одноименного научно-популярного многосерийного фильма телеканала Би-би-си, созданное режиссёрами Уильямом Мэем и Скоттом Фэррисом. Главный инженер аниматронных моделей динозавров — Сонни Тилдерс.
По версии Pollstar, шоу было признано[кем?] самым популярным немузыкальным шоу в мире. Это самое большое аниматронное шоу в мире, в котором динозавры воссозданы с научной точностью в полный размер и выглядят вполне реалистично.

## История создания
Шоу было создано в Австралии The Creature Technology Company, которая затратила на производство 20 миллионов долларов. Первоначально, 20 динозавров, представляющие 10 видов, были воссозданы для шоу с использованием элементов аниматроники, робототехники и полномасштабных костюмов.
Идея шоу принадлежит австралийскому предпринимателю Брюсу Мактаггарту, который хотел создать шоу, «интересное и взрослым, и детям». Газета The New York Times присвоила шоу тип «edutainment» — сочетание двух категорий «education» (с англ. — образование) и «entertainment» (с англ. — развлечение).
Каждый большой динозавр весит несколько тонн, им управляют два оператора и инженер-водитель, который контролирует гидравлику и аккумуляторы для создания иллюзии движения. Малые динозавры — это костюм, которым управляет человек, находящийся непосредственно внутри него. Каждый малый динозавр весит до 40 кг.
В первых постановках шоу у динозавров не было перьев, но затем они были добавлены, после того, как новое исследование показало, что динозавры обладали оперением. Этот факт привёл к тому, что постановщикам шоу пришлось переписать сценарий, который был добавлен к последующим интерпретациям шоу, а также потребовал улучшения в аниматронике, что сделало модели динозавров более восприимчивыми к действиям операторов и дало им возможность «съедать» пищу и распылять водяной пар как «дыхание».
Саундтрек для шоу создан композитором Джеймсом Бреттом. В каждом шоу есть ведущий — палеонтолог по имени Хаксли. В каждой стране тура шоу его роль исполняет местный актёр.

## Прокат
Премьера шоу состоялась в Австралии в январе 2007 года под названием «Прогулки с динозаврами: Живой опыт» (англ. Walking with Dinosaurs: The Live Experience). В 2007—2010 годах шоу привезли в Европу, а затем — в Северную Америку. В декабре 2010 года состоялась премьера в Азии. В 2011 году шоу вышло в Новой Зеландии. В 2012 году шоу посетило Великобританию, Германию, Ирландию, Норвегию, Швецию, Данию, Финляндию и Нидерланды. С июля по сентябрь 2018 года шоу гастролировало только в Великобритании.